# Walter Yust
Walter M. Yust (16 tháng 5 năm 1894 – 29 tháng 2 năm 1960) là một nhà báo và nhà văn người Mỹ và là một tổng biên tập  Encyclopædia Britannica khoảng năm 1938 - 1960. Ông là cha của Larry Yust và Jane Yust Rivera.
Tốt nghiệp Đại học Pennsylvania, ông là một nhà văn của Philadelphia Evening Ledger vào năm 1917, sau đó làm việc cho một tờ báo ở New Orleans, Louisiana và cho ấn phẩm khác. Yust trở thành biên tập viên văn học của Philadelphia Public Ledger vào năm 1926. Ba năm sau, khi viết bài phê bình bản Encyclopædia Britannica thứ 14, ông được William Cox chú ý, đến năm sau ông làm việc cho bách khoa toàn thư và trở thành biên tập viên vào năm 1932. Ông làm tổng biên tập từ năm 1938 đến khi nghỉ hưu vào năm 1960.

## Tác phẩm
- Yust, Walter, biên tập (1949). Encyclopaedia britannica: a new survey of universal knowledge, Volume 9. Encyclopaedia Britannica. ISBN 9712345386. Truy cập ngày 24 tháng 4 năm 2014.
- Encyclopædia Britannica, Volume 9. Quyển 9 of EncyclopÆdia Britannica: A New Survey of Universal Knowledge. Contributor Walter Yust. EncyclopÆdia Britannica. 1954. Truy cập ngày 24 tháng 4 năm 2014.{{Chú thích sách}}:  Quản lý CS1: khác (liên kết)